# Metynnis otuquensis
A Metynnis otuquensis a sugarasúszójú halak (Actinopterygii) osztályának pontylazacalakúak (Characiformes) rendjébe, ezen belül a pontylazacfélék (Characidae) családjába tartozó faj.

## Előfordulása
A Metynnis otuquensis előfordulási területe a dél-amerikai Paraguay folyó medencéjéhez tartozó Otuquis folyóban van.

## Megjelenése
Ez a halfaj elérheti a 8,7 centiméter hosszúságot is.

## Életmódja
Trópusi és édesvízi hal, amely a nyíltabb vizeket kedveli.